# Ubalac
Ubalac (en serbe cyrillique : Убалац) est un village de l'est du Monténégro, dans la municipalité de Podgorica.

## Démographie

### Évolution historique de la population
| 1948 | 1953 | 1961 | 1971 | 1981 | 1991 | 2003 |
| ---- | ---- | ---- | ---- | ---- | ---- | ---- |
| 37   | 39   | 46   | 28   | 21   | 31   | 8    |